# Mistrzostwa Europy w Saneczkarstwie 2019
50. Mistrzostwa Europy w saneczkarstwie zostały rozegrane w dniach 9–10 lutego 2019 roku w niemieckim Oberhofie. Mistrzostwa odbyły się w ramach zawodów zaliczanych do klasyfikacji Pucharu Świata w sezonie 2018/2019. Zawodnicy rywalizowali w czterech konkurencjach: jedynkach kobiet, jedynkach mężczyzn, dwójkach mężczyzn oraz w sztafecie mieszanej.

## Terminarz
| Data           | Konkurencja       | Złoto                                                                      | Srebro                                                                     | Brąz                                                            |
| -------------- | ----------------- | -------------------------------------------------------------------------- | -------------------------------------------------------------------------- | --------------------------------------------------------------- |
| 10 lutego 2019 | Jedynki kobiet    | Natalie Geisenberger                                                       | Tatjana Hüfner                                                             | Dajana Eitberger                                                |
| 9 lutego 2019  | Jedynki mężczyzn  | Siemion Pawliczenko                                                        | Roman Riepiłow                                                             | Kristers Aparjods                                               |
| 9 lutego 2019  | Dwójki mężczyzn   | Niemcy Tobias Wendl · Tobias Arlt                                          | Niemcy Toni Eggert · Sascha Benecken                                       | Łotwa Andris Šics · Juris Šics                                  |
| 10 lutego 2019 | Sztafeta mieszana | Włochy Andrea Vötter · Dominik Fischnaller · Ivan Nagler · Fabian Malleier | Niemcy Natalie Geisenberger · Johannes Ludwig · Tobias Wendl · Tobias Arlt | Łotwa Elīza Cauce · Inārs Kivlenieks · Andris Šics · Juris Šics |

## Wyniki

### Jedynki kobiet
| Medal | Zawodniczka          | Narodowość | 1. zjazd | 2. zjazd | Czas     | Strata |
| ----- | -------------------- | ---------- | -------- | -------- | -------- | ------ |
|       | Natalie Geisenberger | Niemcy     | 41.365   | 41.445   | 1:22.810 | -      |
|       | Tatjana Hüfner       | Niemcy     | 41.462   | 41.571   | 1:23.033 | +0.223 |
|       | Dajana Eitberger     | Niemcy     | 41.455   | 41.672   | 1:23.127 | +0.317 |
| 4.    | Andrea Vötter        | Włochy     | 41.651   | 41.519   | 1:23.170 | +0.360 |
| 5.    | Julia Taubitz        | Niemcy     | 41.706   | 41.480   | 1:23.186 | +0.376 |
| 6.    | Tatjana Iwanowa      | Rosja      | 41.665   | 41.702   | 1:23.367 | +0.557 |
| 7.    | Jekaterina Baturina  | Rosja      | 41.804   | 41.584   | 1:23.388 | +0.578 |
| 8.    | Natalie Maag         | Szwajcaria | 41.688   | 41.708   | 1:23.396 | +0.586 |
| 9.    | Ulla Zirne           | Łotwa      | 41.717   | 41.695   | 1:23.412 | +0.602 |
| 10.   | Madeleine Egle       | Austria    | 41.897   | 41.519   | 1:23.416 | +0.606 |
|       |                      |            |          |          |          |        |
| 17.   | Ewa Kuls-Kusyk       | Polska     | 41.996   | 42.008   | 1:24.004 | +1.194 |
| DNF   | Klaudia Domaradzka   | Polska     | DNF      | NQ       | DNF      | DNF    |

### Jedynki mężczyzn
| Medal | Zawodnik            | Narodowość | 1. zjazd | 2. zjazd | Czas     | Strata |
| ----- | ------------------- | ---------- | -------- | -------- | -------- | ------ |
|       | Siemion Pawliczenko | Rosja      | 43.231   | 42.972   | 1:26.203 | -      |
|       | Roman Riepiłow      | Rosja      | 43.188   | 43.059   | 1:26.247 | +0.044 |
|       | Kristers Aparjods   | Łotwa      | 43.290   | 43.094   | 1:26.384 | +0.181 |
| 4.    | Reinhard Egger      | Austria    | 43.259   | 43.140   | 1:26.399 | +0.196 |
| 5.    | Johannes Ludwig     | Niemcy     | 43.302   | 43.143   | 1:26.445 | +0.242 |
| 6.    | David Gleirscher    | Austria    | 43.398   | 43.078   | 1:26.476 | +0.273 |
| 7.    | Felix Loch          | Niemcy     | 43.290   | 43.191   | 1:26.481 | +0.278 |
| 8.    | Dominik Fischnaller | Włochy     | 43.362   | 43.214   | 1:26.576 | +0.373 |
| 9.    | Chris Eißler        | Niemcy     | 43.386   | 43.269   | 1:26.655 | +0.452 |
| 10.   | Inārs Kivlenieks    | Łotwa      | 43.605   | 43.170   | 1:26.775 | +0.572 |
|       |                     |            |          |          |          |        |
| 17.   | Mateusz Sochowicz   | Polska     | 43.565   | 43.508   | 1:27.073 | +0.870 |
| 20.   | Maciej Kurowski     | Polska     | 43.682   | 43.699   | 1:27.381 | +1.178 |

### Dwójki mężczyzn
| Medal | Zawodnicy                             | Narodowość | 1. zjazd | 2. zjazd | Czas     | Strata |
| ----- | ------------------------------------- | ---------- | -------- | -------- | -------- | ------ |
|       | Tobias Wendl Tobias Arlt              | Niemcy     | 40.963   | 40.988   | 1:21.951 | -      |
|       | Toni Eggert Sascha Benecken           | Niemcy     | 41.154   | 40.997   | 1:22.151 | +0.200 |
|       | Andris Šics Juris Šics                | Łotwa      | 41.159   | 41.115   | 1:22.274 | +0.323 |
| 4.    | Thomas Steu Lorenz Koller             | Austria    | 41.232   | 41.269   | 1:22.501 | +0.550 |
| 5.    | Aleksandr Dienisjew Władisław Antonow | Rosja      | 41.275   | 41.414   | 1:22.689 | +0.738 |
| 6.    | Kristens Putins Imants Marcinkēvičs   | Łotwa      | 41.199   | 41.540   | 1:22.739 | +0.788 |
| 7.    | Emanuel Rieder Simon Kainzwaldner     | Włochy     | 41.425   | 41.352   | 1:22.777 | +0.826 |
| 8.    | Oskars Gudramovičs Pēteris Kalniņš    | Łotwa      | 41.332   | 41.510   | 1:22.842 | +0.891 |
| 9.    | Wsewołod Kaszkin Konstantin Korszunow | Rosja      | 41.493   | 41.459   | 1:22.952 | +1.001 |
| 10.   | Władisław Jużakow Jurij Prochorow     | Rosja      | 41.290   | 41.814   | 1:23.104 | +1.153 |
|       |                                       |            |          |          |          |        |
| 14.   | Wojciech Chmielewski Jakub Kowalewski | Polska     | 48.028   | 41.471   | 1:29.499 | +7.548 |

### Sztafeta mieszana
| Medal | Zawodnicy                                                                 | Narodowość | Czas     | Strata |
| ----- | ------------------------------------------------------------------------- | ---------- | -------- | ------ |
|       | Andrea Vötter Dominik Fischnaller Ivan Nagler Fabian Malleier             | Włochy     | 2:22.827 | -      |
|       | Natalie Geisenberger Johannes Ludwig Tobias Wendl Tobias Arlt             | Niemcy     | 2:22.943 | +0.116 |
|       | Elīza Cauce Inārs Kivlenieks Andris Šics Juris Šics                       | Łotwa      | 2:23.256 | +0.429 |
| 4.    | Madeleine Egle David Gleirscher Thomas Steu Lorenz Koller                 | Austria    | 2:23.628 | +0.801 |
| 5.    | Tatjana Iwanowa Siemion Pawliczenko Aleksandr Dienisjew Władisław Antonow | Rosja      | 2:23.664 | +0.837 |
| 6.    | Ewa Kuls-Kusyk Mateusz Sochowicz Wojciech Chmielewski Jakub Kowalewski    | Polska     | 2:24.703 | +1.876 |
| 7.    | Ołena Stećkiw Anton Dukacz Ihor Stachiw Andrij Lisiecki                   | Ukraina    | 2:25.264 | +2.437 |